# Wolff-Verlag
Der Wolff-Verlag (Eigenschreibweise ohne Bindestriche) ist ein deutscher Buchverlag für Literatur, Kunst und Geschichte mit Sitz in Berlin und Breitungen in Thüringen.

## Entstehung und Organisation
Der Verlag wurde am 28. August 2008 in Schmalkalden in Thüringen von Robert Eberhardt gegründet. Der Verlag hat seit 2011 seinen Hauptsitz in Berlin in der Kulmbacher Straße 1. Von 2012 bis 2015 betrieb der Verlag einen Projektraum unter der Adresse Unter den Linden 40 in Berlin, bis 2016 auch das Restaurant »Wolff & Eber« in Berlin-Wilmersdorf, in dem gelegentlich Lesungen stattfanden.
An den „Wolff Verlag“ ist auch ein Online-Antiquariat mit über 2500 Titeln angebunden.

## Programm
Der „Wolff Verlag“ ist ein unabhängiger Verlag mit den Schwerpunkten auf Sachliteratur, Geschichte und Kunst. Sein Interesse gilt auch dem Wiederentdecken vergessener Persönlichkeiten und der Herausgabe heute wenig beachteter Autoren und historischer Texte, beispielsweise die Texte August Lucius’, Johann David Schöpfs oder deutschsprachige Übersetzungen der Werke Ezra Pounds. Zudem veröffentlicht der Verlag Publikationen sowohl über und von historischen als auch zeitgenössischen Künstlern und Wissenschaftlern.
2011 wurde die Reihe „Atelierbesuch“ begründet, in der internationale Künstler an ihrem Schaffensort porträtiert werden. In dieser Reihe erschienen bisher Veröffentlichungen zu Klaus Staeck, Pierre Huyghe, Kirsten Klöckner und Ulrich Moritz.
Zu den Autoren des Verlags gehören exemplarisch der Büchner-Preisträger Heinz Piontek, der Literaturwissenschaftler Jean-Max Colard, der Bildungshistoriker Alexander-Martin Sardina, der Journalist Paul Badde, die Kunsthistoriker Gerd Blum, Wolfgang Kemp und Gerd-Helge Vogel, der Wirtschaftswissenschaftler Erik von Grawert-May, der russische Politiker Witali Borissowitsch Malkin und die Schriftstellerin und Malerin Anita Albus.